# Les Grandes Ondes (à l'ouest)
Pour les articles homonymes, voir ondes (homonymie).
Pour plus de détails, voir Fiche technique et Distribution.
Les Grandes Ondes (à l’ouest) est un film suisse réalisé par Lionel Baier, sorti en 2013 en Suisse.

## Synopsis
Au début de 1974, à la suite de pressions politiques, le directeur de la Radio Suisse Romande se voit forcer de passer à l'antenne des programmes consensuels. Pour ce faire, il envoie trois personnes au Portugal chargées de faire un reportage émission consacré à l'aide apportée par la Suisse pour le développement économique du pays. Rien ne se passe vraiment comme prévu et, de plus, l'équipe suisse et son traducteur sont confrontés au chaos d'un pays en pleine révolution.

## Fiche technique
- Titre : Les Grandes Ondes (à l’ouest)
- Titre alternatif : Les Grandes Ondes
- Réalisation : Lionel Baier
- Scénario : Lionel Baier et Julien Bouissoux
- Musique : George Gershwin
- Montage : Pauline Gaillard
- Production : Pauline Gygax, Max Karli
- Société de production : Rita Productions, Les films Pelléas, Bande à part Films
- Société de distribution : Happiness distribution (France), Pathé (Suisse)
- Pays d'origine :  Suisse
- Format : couleur - 1:2,35 - Dolby SRD - format numérique 1 080 p
- Genre : comédie
- Durée : 85 minutes
- Dates de sortie : 
  - Festival de Locarno : 11 août 2013
  - Suisse romande : 18 septembre 2013
  - France : 29 janvier 2014

## Distribution
- Valérie Donzelli : Julie, la journaliste de radio
- Michel Vuillermoz : Cauvin, le reporter de radio
- Patrick Lapp : Bob, le journaliste de radio
- Francisco Belard : Pelé, le jeune traducteur portugais fan de Pagnol
- Jean-Stéphane Bron : Philippe de Roulet, le patron de la radio suisse
- Paul Riniker : le conseiller fédéral suisse
- Patricia André : Analea, la jeune révolutionnaire portugaise
- Adrien Barazzone : Bertrand
- Carlos Sebastião : le directeur d'école
- José Eduardo : le directeur de la station d'épuration
- Ursula Meier : la journaliste belge
- Lionel Baier : le journaliste belge
- Frédéric Mermoud : le journaliste belge

## Distinctions

### Récompense
- Trophées francophones du cinéma 2014 : Trophée francophone de la réalisation

### Nominations et sélections
- Festival de Palm Springs 2014 : sélection « World Cinema Now »
- 18e Rencontres du cinéma français en Beaujolais : Prix du jury de spectateurs[1]